# Dudești, Brăila
Dudești este satul de reședință al comunei cu același nume din județul Brăila, Muntenia, România.
Localitatea Dudești ,este o comună din județul Brăila, Muntenia, România, formată din satele Bumbăcari, Dudești (reședința) și Tătaru. Este învecinată la nord cu teritoriul comunelor: Zavoaia și Cireșu, la est cu orașul Însurăței și comuna Bărăganul, la sud cu Bărăganul și Roșiori, la est cu Ulmu, Roșiori și Cireșu.
Satul Dudești s-a înființat mai întâi cu numele de Nicolești-Jianu , după 1925, și în 1931 constituia o comună de sine stătătoare.  În 1950, comunele Nicolești-Jianu și Tătaru au fost incluse în raionul Făurei din regiunea Galați. În 1964, comuna și satul Niculesti-Jianu au primit numele de Dudești.
În 1968, la reorganizarea administrativ-teritorială a României, cele două comune au revenit la județul Brăila, reînființat, dar comuna Tătaru a fost desființată și inclusă în comuna Dudești.
Datele privind evoluția populației urmărite de Direcția Județeană de Statistică pe comună, arată că de la recensământul din 1959, când s-a înregistrat un număr de 5282 locuitori, se observă o creștere a populației până în 1966, ajungând la 5524 locuitori, după care populația scade treptat ajungând astăzi, conform recensământului efectuat în 2011, la 3.613 locuitori (800 familii Tătaru, și 450 familii Dudești) 
Teritoriul localității Dudești dispune de o oferta naturală deosebit de favorabilă pentru dezvoltarea agriculturii ca funcțiune economică de bază, cu un profil complex dominat de producția de cereale, plante tehnice și legume. 
Dacă până în anul 1989 majoritatea locuitorilor erau angajați în cadru Instituțiilor existente : Stația de mecanizare a agriculturii,Întreprinderea agricolă de stat,Silozul,Spitalul,Poșta,Calea ferată , în ultimii 15 ani s-au deființat pe rând,astăzi  în proporție de 60% populația fiind alcătuită din pensionari,celălat segment fiind întregit de familii tinere în mare parte șomeri și copii .
Prima persoană stabilită în vatra satului a fost Dumitru Georgescu (1925),care și-a săpat un bordei în pământ,lângă care s-au adunat mai mulți negustori, atrași de calea ferată ce lega orașul Făurei de Țăndărei. 
Prima Biserică a fost amenajată într-o încăpere din incinta școlii,unde a funcționat până în anul 1955 când s-au pus temelia unei biserici și s-a început ridicarea acesteia ,ajungându-se până la centură.Din cauza regimului comunist și a unor neînțelegeri dintre preotul de atunci,Gheorghe Pantea și autorități,lucrarea a fost întreruptă,mai apoi demolată,în locul acesteia fiind construite două blocuri cu 3 etaje.
Vis a vis de aceste blocuri,a fost ridicată o „Casă de rugăciune”, fără a avea vreun element specific arhitecturii bisericilor,unde până în anul 1980 au fost săvârșite slujbele religioase  de către mai mulți preoți titulari și suplinitori ,între care amintim : pr. Gheorghe Pantea, pr.Ilie Ciupercă, , și pr.Ene Dan .Un colaborator statornic și de încredere a fost cântărețul Ion  ,iar că dascăli de seama ai școlii din localitare:Neicu Ion,Magaz Radița,Robitu Milica,Neguț Sorin,Neicu Niculina,Dinu Elena,Buzăianu Steluța.